# Várhelyi András
Várhelyi András (Szilvásvárad, 1953. október 21. – 2022. augusztus 15. vagy előtte) magyar újságíró, költő, író, jogász, 1998–2002 között országgyűlési képviselő, FKGP-tag, egyetemi oktató.

## Életpályája

### Iskolái
1973–1978 között az Eötvös Loránd Tudományegyetem Jogtudományi Karának hallgatója volt. 1982–1986 között az Eötvös Loránd Tudományegyetem Bölcsészettudományi Kar pedagógia szakán tanult.

### Pályafutása
1978–1980 között Egerben a közigazgatásban volt osztályvezető. 1980–1982 között vállalati vezető jogtanácsosként dolgozott. 1982–1984 között az Egyetemi Lapok munkatársa. 1982–1983 között az Eötvös Loránd Tudományegyetem Jogtudományi Kar római jogi tanszékén óraadó, 1983–1986 között tanársegéd, 1986-tól adjunktus. 1984–1986 között a Magyar Ifjúság munkatársa. 1986–1987 között a Búvár főmunkatársaként dolgozott. 1987–1989 között a Nők Lapja főmunkatársa. 
1989–1991 között a MÚOSZ elnökségi tagja volt. 1990–1991 között az Új Magyarország lapigazgatójaként tevékenykedett. 1991–1992 között a Közlekedési, Hírközlési és Vízügyi Minisztérium szóvivője. 1992–1994 között a Miniszterelnöki Sajtóiroda vezetője. 
1995–2000 között a Független Kisgazda-, Földmunkás- és Polgári Párt elnöke volt, ahonnan 2001-ben kizárták. 1998-tól a Lipicai Szövetség elnöke. 2002-től címzetes egyetemi tanár.

### Politikai pályafutása
1998–2002 között országgyűlési képviselő volt (Heves megye, 1998–2001: FKGP, 2001–2002 között: független). 1998–2001 között az FKGP frakcióvezető-helyettese. 1998–2001 között az Idegenforgalmi bizottság alelnöke. 1999–2001 között az Európai integrációs albizottság elnöke. 1998–2002 között a Kulturális és sajtóbizottság tagja, a Millenniumi albizottság alelnöke és a Média albizottság tagja. 2002-ben országgyűlési képviselőjelölt volt.

## Művei
- Mindenki szép (versek, 1985)
- Amnesztia (versek, 1987)
- Emberrablás orosz módra (Kormos Valériával, 1990)
- Fegyház (riportkönyv, 1993)
- Búgócsiga (novellák, 1994)
- Kinél van a hajónapló? (publicisztika, 1994)
- Ilyen a vadászat (1995)
- Merre, magyarok? (1995)
- Örökség (1997)
- Hóesés (novellák, 1997)
- Magyar Ulysses (1998)
- Kereszt (1999)
- A Rózsaszín Disznó balladája (2001)
- Eszté dosszié (2002)
- Bocsánat! (2002)
- Orvvadászok (2003)
- Kimenőkönyv (ifjúsági regény, 2004)
- Sorstalan szabadság (esszék, 2004)
- Elmondó. Novellák, elmondások; Kárpátok Őre, Budapest, 2005
- Felfelé hulló levelek (2007)
- Vörösbegy; Kárpátok Őre, Budapest, 2012
- Csikóterelő; Kárpátok Őre, Budapest, 2013
- Harangoznak; Walkűr, Budapest, 2015
- Katedrálisok, vagy minaretek. Fűszeres szitokgyűjtemény; Walkűr, Budapest, 2016
- Egyedül dolgozom (2017)
- Barlangrajzok; Walkűr, Budapest, 2019
- Meddig hallgatnak a bárányok?; Walkűr, Budapest, 2020

## Díjai
- Kazinczy-díj (1970)
- Minerva-díj (2002)